# Louder Now
Louder Now은 미국의 록밴드 테이킹 백 선데이(Taking Back Sunday)의 3번째 정규 앨범이다.